# 은아의 뜰
《은아의 뜰》은 1998년 9월 21일부터 1999년 4월 3일까지 방영된 한국방송공사 TV소설이며 KBS 2TV 《아씨》 공동연출로 데뷔한 윤창범 PD가 해당 작품을 통해 첫 연속극 단독 연출을 맡았다.
한편, 극중 김은아(장수혜 분)의 담임선생님 역을 맡았던 이일화는 음반업계 종사자와 두 번째 결혼을 하면서 해당 작품을 끝으로 연기활동을 중단한 뒤 2000년 5월부터 호주로 유학을 떠났으나 두 번째 이혼을 하여 2002년 1월 귀국한 후 같은 해 11월 4일 시작된 iTV 월~목 9시 30분 일일드라마 《해바라기 가족》으로 연속극 복귀를 했다.

## 등장 인물
- 장수혜 : 김은아 역
- 길용우 : 은아의 아버지 김명수 역
- 독고영재
- 정애리 : 은아의 어머니 이혜원 역
- 서인석 : 은아의 큰아버지 김달수 역
- 윤미라 : 은아의 큰어머니 역
- 금보라 : 은아의 고모 역
- 정종준
- 권재희
- 이일화 : 은아의 담임선생님 역
- 김석옥
- 김보미
- 신소민
- 김광필 : 달수의 아들 김준태 역
- 이혜련 : 준태의 동생 김미선 역
- 배민희 : 옥단심 역
- 이병욱
- 김지영
- 최정
- 오영채
- 민재희
- 김여랑
- 강경헌
- 김애란
- 이칸희
- 구자미
- 구본영
- 강성진
- 박철
- 고세원
- 이은주
- 조승희
- 정휘석

## 참고 사항
- 1999년 2월 6일 방영분에서 주인공이 술에 취한 채 딸의 담임선생님을 겁탈하려는 장면을 내보내어 방송위원회에서 '경고' 조치를 받았다.[4]